# Mark Famiglietti
Mark Famiglietti (Rhode Island, 26 settembre 1979) è un attore statunitense.

## Biografia
È conosciuto per il ruolo nel cast principale di Nick Hammer nella serie televisiva La squadra del cuore.
Nel 2007 ha un ruolo nel filmTerminator 3 - Le macchine ribelli.

## Filmografia parziale

### Cinema
- Terminator 3 - Le macchine ribelli (Terminator 3: Rise of the Machines), regia di Jonathan Mostow (2003)
- Il segreto dei suoi occhi (Secret in Their Eyes), regia di Billy Ray (2015)

### Televisione
- La squadra del cuore (Hang Time) - serie TV, 28 episodi (1998-2000)
- CSI - Scena del crimine (CSI: Crime Scene Investigation) - serie TV, 2 episodi (2000, 2013)
- Young Americans - serie TV, 8 episodi (2000)
- Eyes - serie TV, 8 episodi (2005-2007)
- Cold Case - Delitti irrisolti (Cold Case) - serie TV, episodio 4x04 (2006)
- CSI: NY - serie TV, episodio 2x13 (2006)
- CSI: Miami - serie TV, episodio 6x20 (2008)
- Senza traccia (Without a Trace) - serie TV, episodio 7x07 (2008)
- FlashForward - serie TV, 3 episodi (2009-2010)
- Bones - serie TV, episodio 6x10 (2011)
- Mad Men - serie TV, episodio 5x09 (2012)
- Il Natale delle sorelle March (The March Sisters at Christmas), regia di John Stimpson - film TV (2012)
- Il Natale di Belle (Christmas Belle), regia di Alex Wright - film TV (2013)
- Drop Dead Diva - serie TV, 2 episodi (2014)
- Major Crimes - serie TV, episodio 3x01 (2014)
- Le regole del delitto perfetto (How to Get Away with Muder) - serie TV, episodio 1x13 (2015)
- Aquarius - serie TV, 8 episodi (2016)
- Castle - serie TV, episodio 8x09 (2016)
- Code Black - serie TV, episodi 2x15-2x16 (2017)
- Tutto quello che non so di lui (Her Boyfriend's Secret), regia di Lisa France - film TV (2018)
- Una sorella dal passato (The Missing Sister), regia di Craig Goldsmith - film TV (2019)
- Un affare d'amore (Sand Dollar Cove), regia di Fred Gerber - film TV (2021)
- The Rookie - serie TV, episodio 5x08 (2022)
- FBI: Most Wanted - serie TV, episodio 5x05 (2024)

## Doppiatori italiani
Nelle versioni in italiano delle opere in cui ha recitato, Mark Famiglietti è stato doppiato da:
- Marco Vivio in Terminator 3: Le macchine ribelli, Castle
- Stefano Crescentini in Cold Case - Delitti irrisolti, FBI: Most Wanted
- Federico Talocci ne Il Natale di Belle, Tutto quello che non so di lui
- Riccardo Rossi in CSI - Scena del crimine (ep. 1x04)
- Nanni Baldini in CSI - Scena del crimine (ep. 14x08)
- Oreste Baldini in CSI: Miami
- Alessandro Quarta in FlashForward
- Daniele Giuliani in Bones
- Riccardo Petrozzi ne Il natale delle sorelle March
- Edoardo Stoppacciaro in Major Crimes
- Simone Crisari ne Le regole del delitto perfetto
- Roberto Certomà ne Il segreto dei suoi occhi
- Marco Giansante in Aquarius
- Gabriele Lopez in Code Black
- Sacha Pilara in Una sorella dal passato
- Luca Ghignone in The Rookie